# Новоолександрівська сільська рада (Кремінський район)
Новоолександрівська сільська рада — колишній орган місцевого самоврядування у Кремінському районі Луганської області з адміністративним центром у с. Новоолександрівка.

## Населені пункти
Сільській раді підпорядковані населені пункти:
- с. Новоолександрівка

## Склад ради
Рада складається з 12 депутатів та голови.

### Керівний склад ради
| ПІБ                       | Основні відомості                                                         | Дата обрання | Дата звільнення |
| ------------------------- | ------------------------------------------------------------------------- | ------------ | --------------- |
| Каламбет Алла Григоріївна | Сільський голова, 1961 року народження, освіта, член Партії регіонів      | 26.03.2006   | 31.10.2010      |
| Каламбет Алла Григорівна  | Сільський голова, 1961 року народження, освіта вища, член Партії регіонів | 31.10.2010   |                 |

Примітка: таблиця складена за даними джерела